# Wouter Brouwer
Wouter Brouwer (Amsterdam, 10 agosto 1882 – Amsterdam, 4 maggio 1961) è stato uno schermidore olandese, vincitore di una medaglia d'oro al Campionato Internazionale di scherma del 1923.

## Palmarès
In carriera ha ottenuto i seguenti risultati:
- Mondiali di scherma

L'Aja 1923: oro nella spada individuale.